# Tetramorium taylori
Tetramorium taylori är en myrart som beskrevs av Bolton 1985. Tetramorium taylori ingår i släktet Tetramorium och familjen myror. Inga underarter finns listade i Catalogue of Life.